# Robert Abel (Animator)
Robert Abel (* 10. März 1937 in Cleveland, Ohio; † 23. September 2001 in Los Angeles, Kalifornien) war ein US-amerikanischer Regisseur, Unternehmer, Informatiker und Computergrafiker.  Er gilt als Pionier auf dem Gebiet der Computeranimation und Visuellen Effekten.  Größere Bekanntheit erreichte er durch die Arbeit mit seiner eigens gegründeten Firma, Robert Abel and Associates.

## Herkunft und Ausbildung
Robert Abel wurde in Cleveland geboren, wuchs jedoch in Los Angeles auf. Er studierte Design und Film an der UCLA.
Erste Erfahrungen mit Computergraphik sammelte Abel bereits in den 1950er Jahren, während seiner Arbeit als Gehilfe für John Whitney.
In den 1960er und frühen 1970er Jahren führte Abel für einige Dokumentarfilme Regie, darunter The Making of the President, 1968 und die Konzertdokumentationen Joe Cocker: Mad Dogs and Englishmen, Elvis On Tour, und Let the Good Times Roll.

## Robert Abel & Associates
1971 gründete Robert Abel zusammen mit seinem Freund Con Pederson Robert Abel and Associates (RA&A), eine Produktionsfirma für Werbefilme, die später zu einer der ersten Produktionsfirmen für Computeranimation und computeranimierte visuelle Effekte wurde.
Ende der 1970er begann RA&A damit, Computer (Großrechner) im Verbund mit Vektorgraphik-Terminals zur Planung und Vorschau ihrer (optischen) visuellen Effekte zu nutzen, woraus sich später unter der Federführung von RA&As „Software-Guru“ Bill Kovacs die Produktion von Computeranimation bei Robert Abel & Associates entwickelte.
Ende 1984 produzierte Robert Abel & Associates den Werbespot Brilliance für das Canned Food Information Council, der während der Super Bowl 1985 ausgestrahlt wurde. Der fertige Werbespot zeigte eine menschenähnliche Figur – einen weiblichen Roboter – mit einer realistisch simulierten Chrom-Haut und realistischer menschlicher Bewegung und stellte zugleich die erste kommerzielle Anwendung des Motion-Capture-Verfahrens dar.
Die Firmengeschichte von Robert Abel & Associates endete 1987 infolge eines Zusammenschlusses mit der kanadischen Computeranimationsfirma Omnibus Computer Graphics, Inc., die 1987 Insolvenz anmeldete.

## Nach Robert Abel & Associates
Nach dem Ende seiner Firma gründete Abel in den 1990er Jahren Synapse Technologies, eine der ersten Produktionsfirmen für interaktive Medien auf Basis von CD-ROMs. Er studierte Design und Film an der UCLA.
Robert Abel starb am 23. September 2001 an den Folgen eines Herzinfarkts im Alter von 64 Jahren.

## Auszeichnungen
Robert Abel erhielt zahlreiche Ehrungen und Preise, darunter einen Golden Globe Award (für Elvis On Tour), zwei Emmys, und 33 Clios für die Werbefilme seiner Firma Robert Abel & Associates.